# Remissão (filme)
Remissão é um filme brasileiro de 2007, escrito e dirigido por Sylvio Coutinho.

## Elenco
| Ator/Atriz        | Personagem           |
| ----------------- | -------------------- |
| Sthefany Brito    | Camila Santana       |
| Imara Reis        | Dona Antônia Santana |
| Léa Garcia        | Anita                |
| Breno Moroni      | Padre Carlos         |
| Kayky Brito       | Marcos (adolescente) |
| Sylvio Coutinho   | Miguel               |
| Rosimar de Mello  | Eufrásia             |
| Alexandre Piccini | Ulisses Maia         |